# Copa de la Reina de Balonmano 2021-22
La Copa de la Reina de Balonmano 2021-2022 fue la cuadragésimo tercera edición de la Copa de S.M. La Reina, celebrada entre el 27 de octubre de 2020 y el 1 de mayo de 2022, día que se jugó la final en la plaza de toros de Illumbe, San Sebastián, donde se disputó íntegra la fase final.
Se celebró en tres fases: 
- la primera la jugaron doce equipos: los cuatro equipos descendidos de la Liga Guerreras Iberdrola, los dos equipos mejor clasificados en la fase final de la División Honor Plata que no habían ascendido, los últimos cuatro equipos de la máxima categoría que lograron la permanencia y los dos ascendidos a División de Honor, en una eliminatoria a partido único.[3]
- Los seis equipos vencedores de esta primera criba pasaron a una segunda fase, ya a doble partido, con el resto de equipos de la Liga Guerreras Iberdrola (excepto el campeón de la pasada edición, el Visitelche.com Elche y el organizador, Super Amara Bera Bera).
- La fase final, a partido único, en la sede oficial, el Donostia Arena, se celebró con cuartos de final, semifinales y final.

## Competición

### Primera fase
En la primera fase participaron el Cicar Lanzarote Ciudad de Arrecife, el Balonmano Morvedre, el Grafometal Sporting La Rioja, el Balonmano Salud Tenerife, Conservas Orbe Rubensa Porriño, Vinos Doña Berenguela Bolaños, Itea Córdoba, Handbol Sant Quirze, Lanzarote Puerto del Carmen, Cicar Lanzarote Zonzamas, Uneatlantico Unicaja Banco y el Zubileta Evolution Zuazo Barakaldo

### Resultados
| Fecha                  | Local                              | Resultado | Visitante                          | Pabellón                          |
| ---------------------- | ---------------------------------- | --------- | ---------------------------------- | --------------------------------- |
| 27 de octubre de 2021  | Cicar Lanzarote Ciudad de Arrecife | 22–27     | Balonmano Morvedre                 | Pabellón Municipal de Titerroy    |
| 27 de octubre de 2021  | Grafometal Sporting La Rioja       | 29–26     | Balonmano Salud Tenerife           | Palacio de los Deportes           |
| 27 de octubre de 2021  | Lanzarote Puerto del Carmen        | 18–34     | Conservas Orbe Rubensa Porriño     | Pabellón Municipal de Tías        |
| 27 de octubre de 2021  | Vinos Doña Berenguela Bolaños      | 28–27     | Cicar Lanzarote Zonzamas           | Pabellón Macarena Aguilar         |
| 27 de octubre de 2021  | Uneatlantico Unicaja Banco         | 24–26     | Zubileta Evolution Zuazo Barakaldo | Pabellón Exterior de La Albericia |
| 2 de noviembre de 2021 | Itea Córdoba                       | 23–34     | Handbol Sant Quirze                | Pabellón de la Fuensanta          |

## Segunda fase
La segunda fase se sorteó el lunes 3 de enero, a las 12:30 en la sede de la Real Federación Española de Balonmano. Se jugaron a doble partido. A los clasificados en la eliminatoria anterior (Balonmano Morvedre, Grafometal Sporting La Rioja, Conservas Orbe Rubensa Porriño, Vinos Doña Berenguela Bolaños, Zubileta Evolution Zuazo Barakaldo y Handbol Sant Quirze) se unen los 6 equipos de división de Honor que no jugaron la fase anterior (Mecalia Atlético Guardés, Rocasa Gran Canaria, Caja Rural Aula de Valladolid, KH7 Bm. Granollers, Costa del Sol Málaga y BMC Unicaja Banco Gijón)
| Fecha                             | Local                              | Global | Visitante                     | Ida   | Vuelta |
| --------------------------------- | ---------------------------------- | ------ | ----------------------------- | ----- | ------ |
| 26 de enero y 30 de enero de 2021 | Grafometal Sporting La Rioja       | 49–79  | Rocasa Gran Canaria           | 23–39 | 40–26  |
| 26 de enero y 30 de enero de 2021 | Handbol Sant Quirze                | 45–60  | BMC Unicaja Banco Gijón       | 20–31 | 29–25  |
| 26 de enero y 30 de enero de 2021 | Vinos Doña Berenguela Bolaños      | 37–76  | Mecalia Atlético Guardés      | 21–40 | 36–16  |
| 26 de enero y 30 de enero de 2021 | Zubileta Evolution Zuazo Barakaldo | 50–54  | Costa del Sol Málaga          | 25–28 | 26–25  |
| 26 de enero y 30 de enero de 2021 | Conservas Orbe Rubensa Porriño     | 50–53  | Caja Rural Aula de Valladolid | 28–23 | 30–22  |
| 26 de enero y 30 de enero de 2021 | Balonmano Morvedre                 | 39–46  | KH7 Bm. Granollers            | 21–20 | 26–18  |

## Fase final
Celebrada completamente en la plaza de Toros de Illumbe (también conocido como Donosti Arena) el Super Amara Bera Bera acogía como anfitrión el torneo del KO y le acompañaba como directamente clasificado el visitElche.com Bm. Elche, como campeona de la Copa de la Reina de la temporada anterior. Completaban la fase final Caja Rural Aula de Valladolid, KH7 Bm. Granollers, Mecalia Atlético Guardés, Rocasa Gran Canaria, Costa del Sol Málaga y BMC Unicaja Banco Gijón.
En cuartos de final, el Super Amara Bera Bera se impuso, ante 2576 personas, por 37 a 24 al Caja Rural Aula de Valladolid y se clasificó para las semifinales (MVP: Eli Cesáreo) donde le esperaba el Mecalia Atlético Guardés, que ganó su partido por 31 a 26 ante el KH7 Bm. Granollers (MVP: Paula Arcos). El Costa del Sol Málaga hizo lo propio ante el Rocasa Gran Canaria por 23 a 26 (MVP: Merche Castellanos) y se enfrentó en semifinales al vigente campeón, el visitElche.com Bm. Elche, que ganó su eliminatoria de cuartos ante el BMC Unicaja Banco Gijón por 26 a 19 (MVP: Nicole Morales). 
Las semifinales se cerraron con la clasificación del Mecalia Atlético Guardés, que se impuso al campeón de liga Super Amara Bera Bera por 20 a 24 (MVP del partido: Miriam Sempere) y la del Costa del Sol Málaga, que se deshizo del visitElche.com Bm. Elche por 32 a 24 (MVP del partido: Silvia Arderius). 
En la final, el Costa del Sol Málaga se impuso por 33 a 26 ante el Mecalia Atlético Guardés ante 3089 personas proclamándose, por segunda vez, campeonas de la Copa de la Reina y con Merche Castellanos como MVP de la final. 
|  | Cuartos de final           | Cuartos de final    |                          |                       | Semifinales         | Semifinales         |  |                          | Final             | Final             |  |
|  | 29 de abril de 2022        | 29 de abril de 2022 |                          |                       | 30 de abril de 2022 | 30 de abril de 2022 |  |                          | 1 de mayo de 2022 | 1 de mayo de 2022 |  |
|  |                            |                     |                          |                       |                     |                     |  |                          |                   |                   |  |
|  |                            |                     |                          |                       |                     |                     |  |                          |                   |                   |  |
|  | Super Amara Bera Bera      | 37                  |                          |                       |                     |                     |  |                          |                   |                   |  |
|  | Super Amara Bera Bera      | 37                  |                          |                       |                     |                     |  |                          |                   |                   |  |
|  | Caja Rural Aula Valladolid | 24                  |                          |                       |                     |                     |  |                          |                   |                   |  |
|  | Caja Rural Aula Valladolid | 24                  |                          | Super Amara Bera Bera | 20                  |                     |  |                          |                   |                   |  |
|  |                            |                     |                          | Super Amara Bera Bera | 20                  |                     |  |                          |                   |                   |  |
|  |                            |                     | Mecalia Atlético Guardés | 24                    |                     |                     |  |                          |                   |                   |  |
|  | KH-7 BM. Granollers        | 26                  | Mecalia Atlético Guardés | 24                    |                     |                     |  |                          |                   |                   |  |
|  | KH-7 BM. Granollers        | 26                  |                          |                       |                     |                     |  |                          |                   |                   |  |
|  | Mecalia Atlético Guardés   | 31                  |                          |                       |                     |                     |  |                          |                   |                   |  |
|  | Mecalia Atlético Guardés   | 31                  |                          |                       |                     |                     |  | Mecalia Atlético Guardés | 26                |                   |  |
|  |                            |                     |                          |                       |                     |                     |  | Mecalia Atlético Guardés | 26                |                   |  |
|  |                            |                     | Costa del Sol Málaga     | 33                    |                     |                     |  |                          |                   |                   |  |
|  | Rocasa Gran Canaria        | 23                  | Costa del Sol Málaga     | 33                    |                     |                     |  |                          |                   |                   |  |
|  | Rocasa Gran Canaria        | 23                  |                          |                       |                     |                     |  |                          |                   |                   |  |
|  | Costa del Sol Málaga       | 26                  |                          |                       |                     |                     |  |                          |                   |                   |  |
|  | Costa del Sol Málaga       | 26                  |                          | Costa del Sol Málaga  | 32                  |                     |  |                          |                   |                   |  |
|  |                            |                     |                          | Costa del Sol Málaga  | 32                  |                     |  |                          |                   |                   |  |
|  |                            |                     | visitElche.com Bm. Elche | 24                    |                     |                     |  |                          |                   |                   |  |
|  | visitElche.com Bm. Elche   | 26                  | visitElche.com Bm. Elche | 24                    |                     |                     |  |                          |                   |                   |  |
|  | visitElche.com Bm. Elche   | 26                  |                          |                       |                     |                     |  |                          |                   |                   |  |
|  | \|Unicaja Banco Gijón      | 19                  |                          |                       |                     |                     |  |                          |                   |                   |  |
|  | \|Unicaja Banco Gijón      | 19                  |                          |                       |                     |                     |  |                          |                   |                   |  |
|  |                            |                     |                          |                       |                     |                     |  |                          |                   |                   |  |